# James J. Fox
James Joseph Fox (ur. 29 maja 1940 w Milwaukee) – amerykański antropolog.
Kształcił się na Uniwersytecie Harvarda (bakalaureat 1962) i na Uniwersytecie Oksfordzkim (antropologia społeczna: bakalaureat 1965, doktorat 1968). Doktoryzował się na podstawie rozprawy poświęconej ludowi Roti. Prowadził badania na Timorze i Jawie.
W 1988 r. został wybrany członkiem zagranicznym Królewskiej Holenderskiej Akademii Nauk.